# Императорская вилла (Бад-Ишль)

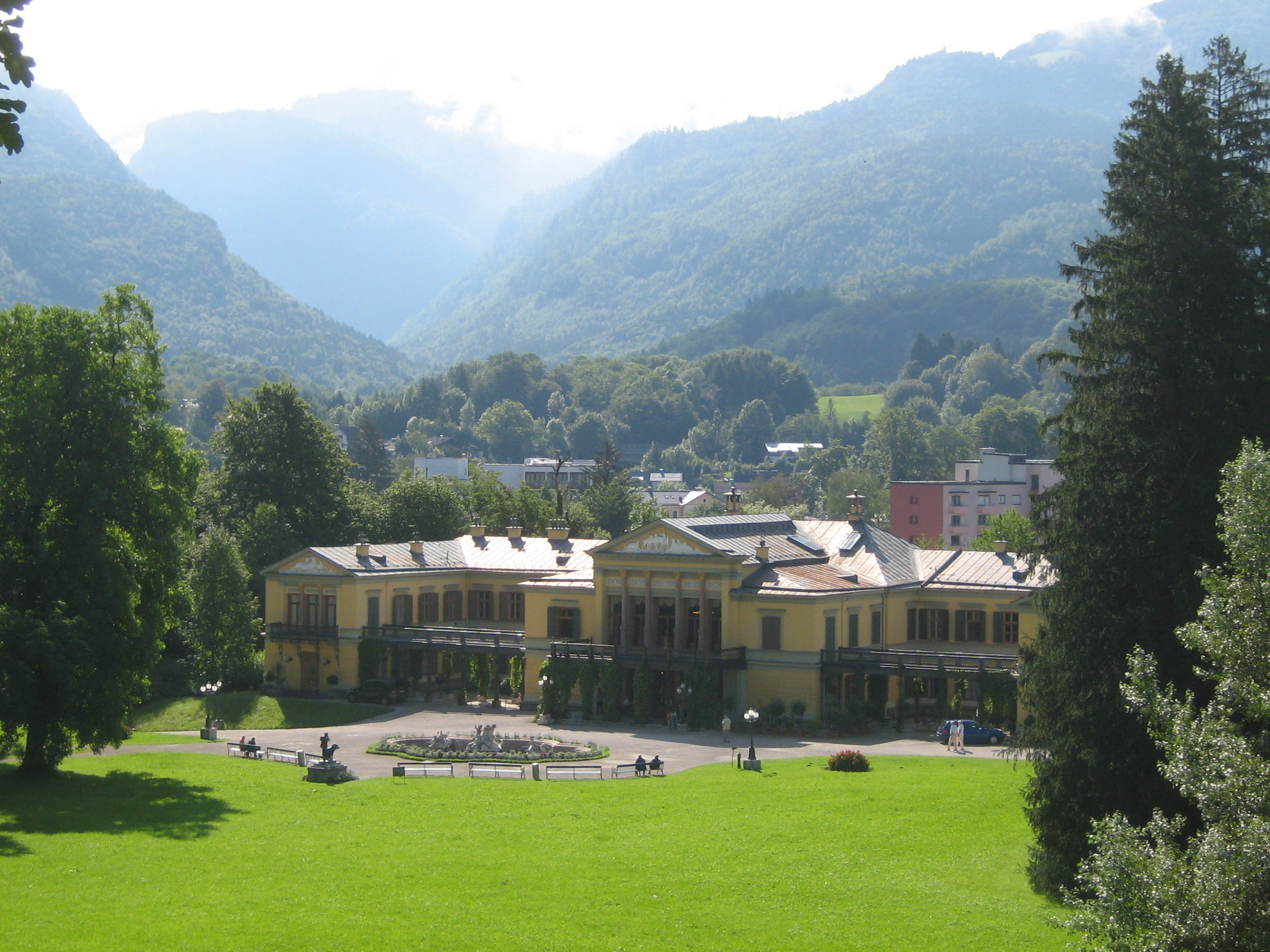
Императорская вилла

Императорская вилла (нем. Kaiservilla) — бывшая летняя резиденция семьи императора Франца Иосифа и его жены Елизаветы в 1854—1914 годах. Расположена в австрийском городе Бад-Ишль, в федеральной земле Верхняя Австрия, бальнеогрязевой горный курорт в лесной зоне.

## История

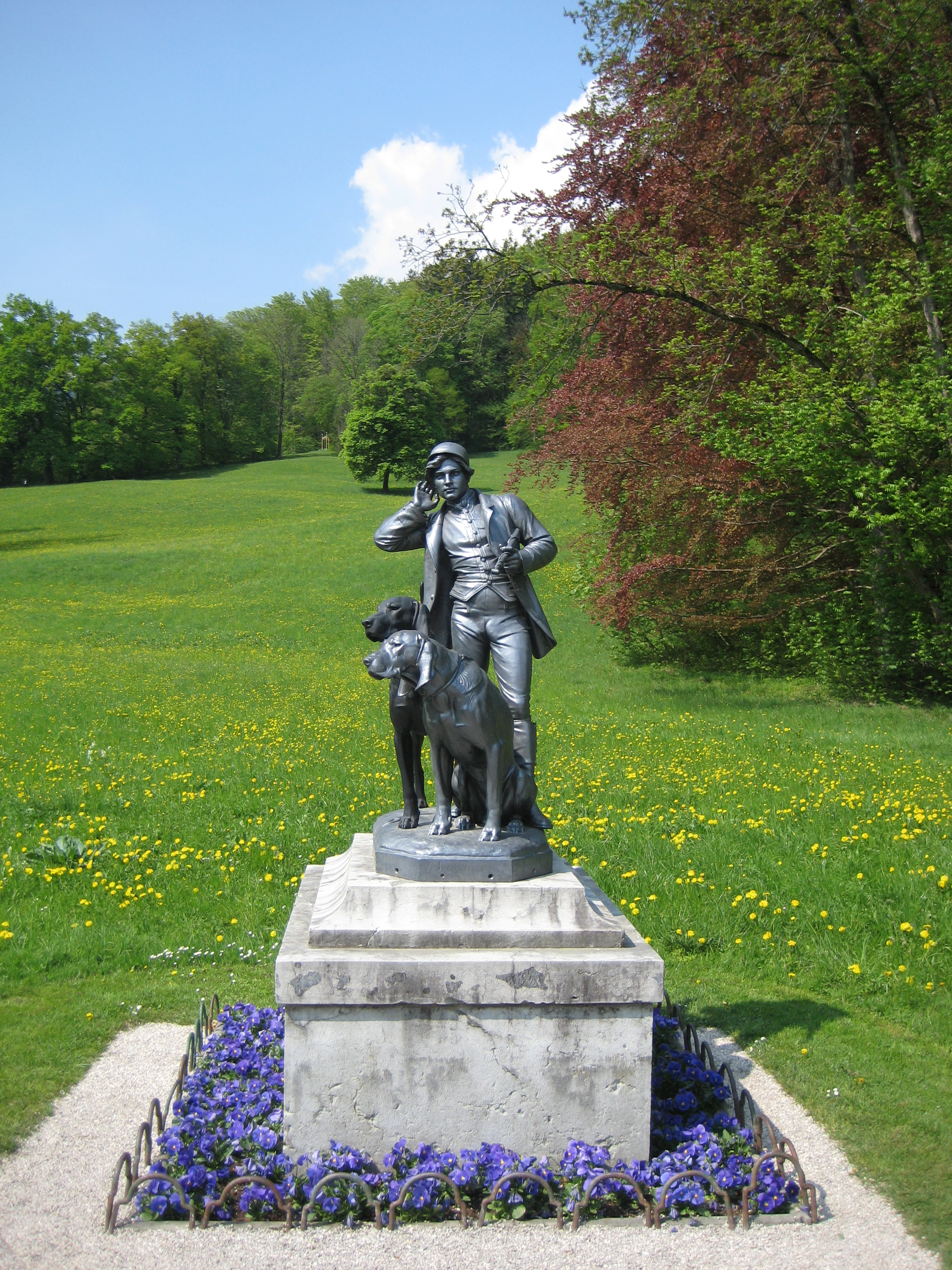
Памятник Францу-Иосифу в парке

Австрийский император Франц Иосиф I впервые посетил курорт Бад-Ишль в 1849 году, здесь состоялась его встреча с будущей супругой Элизабет (Сиси), а в 1853 году — их помолвка. По случаю 23-летия и помолвки Франца Иосифа 18 августа 1853 года он получил в подарок эту виллу от своей матери эрцгерцогини Софи.
С 1875 года до 1914 года вилла являлась летней резиденцией супружеской пары. Многие знаменитости, дворяне, государственные мужи и деятели искусств приезжали тогда в Ишль.
В настоящее время императорская вилла находится в собственности эрцгерцога Марка Сальватора. Вилла вместе с парком открыта для посещения.